# إينغبورغ داي
إينغبورغ داي (بالإنجليزية: Ingeborg Day)‏ (6 نوفمبر 1940، غراتس في النمسا - 18 مايو 2011، آشلاند في الولايات المتحدة)؛ كاتِبة ومؤلِّفة وروائية سويدية-أمريكية.